# حديقة النعمان
حديقة النعمان هي حديقة صغيرة شمال مدينة بغداد في وسط حي الأعظمية في محلة 308، أُنشئت تقريباً في خمسينات القرن العشرين، تُعدّ الحديقة من أهم معالم الأعظمية، إذ كانت المقصد الأول لأطفال قضاء الأعظمية للتسلية في أيام العيد. ذكر عماد عبد السلام رؤوف في مذكراته أن مقبرة بعض الخلفاء العباسيين في الرصافة التي كانت تُسمى تُرَب الخلفاء موقعها ممتد بين حديقة النعمان وإعدادية الأعظمية للبنات.